# Forn d'oli de ginebre de Sant Francesc
Forn d'oli de ginebre de Sant Francesc és un forn d'oli de ginebre de Riba-roja d'Ebre (Ribera d'Ebre) que forma part de l'Inventari del Patrimoni Arquitectònic de Catalunya.

## Descripció
Es tracta d'una construcció en pedra feta per a destil·lar, via escalfor, l'oli de ginebre.
Ubicat al vessant esquerre de la vall de Sant Francesc, una mica més avall de l'ermita, però enfilat al damunt del barranc del Carbonet.
Es conserva un mur d'una alçada de 1,70 m, però no se li aprecia cap forma concreta. El que si que es veu és la sortida i el dipòsit excavat a la roca.